# Les Liaisons dangereuses (film, 2022)
Pour les articles homonymes, voir Liaisons dangereuses (homonymie).
Pour plus de détails, voir Fiche technique et Distribution.
Les Liaisons dangereuses est un film romantique français réalisé par Rachel Suissa et sorti en 2022 sur Netflix. Il s'agit d'une libre adaptation du roman du même nom de Pierre Choderlos de Laclos transposé dans les années 2020.

## Synopsis
Célène, adolescente, croit en l’amour absolu et n'utilise pas les réseaux sociaux. En quittant Paris avec son père pour s'installer à Biarritz chez son oncle et sa cousine, elle est contrainte de vivre sa relation avec Pierre, son fiancé, à distance. Sur place, elle rencontre l'élite de son nouveau lycée et notamment un couple très populaire : Vanessa, une ex enfant-star très active sur Instagram, et Tristan, surfeur séduisant.

## Fiche technique
- Titre original : Les Liaisons dangereuses
- Réalisation : Rachel Suissa
- Scénario : Rachel Suissa, avec la collaboration de Slimane-Baptiste Berhoun, d'après le roman épistolaire Les Liaisons dangereuses de Pierre Choderlos de Laclos
- Musique : Clément Animalsons
- Montage : Romain Rioult
- Photographie : Giovanni Fiore Coltellacci
- Direction artistique :
- Décors : Samantha Gordowski
- Costumes : Emmanuelle Youchnovski
- Chorégraphie : Charlotte Nopal
- Production : Eleonore Dailly, Edouard de Lachomette
- Sociétés de production : Netflix
- Société de distribution : Netflix France / Autopilot Entertainment
- Pays de production :  France
- Langues originales : français et secondairement anglais
- Format : couleur
- Genre : comédie romantique
- Durée : 109 minutes
- Dates de sortie :
  - France : 8 juillet 2022 (Netflix)

## Distribution
- Paola Locatelli : Célène Riva, alias « Madame de Balec »
- Simon Rérolle : Tristan Badiola
- Alexis Michalik : Christophe Riva, le père de Célène
- Oscar Lesage : Oscar
- Ella Pellegrini : Vanessa Merteuil, alias « La Petite Sophie »
- Jin Xuan Mao : Tao
- Julien Lopez : Julius
- Aymeric Fougeron : Pierre
- Camille Léon-Fucien : Naya
- Tristan Zanchi : Ben
- Héloïse Janjaud : Charlotte Riva, la cousine de Célène
- Nicolas Berno : Patrick Riva, le père de Charlotte
- Rachel Suissa : la directrice du théâtre
- Sabine Perraud : la mère de Tristan

## Production

### Tournage
Le tournage du film débute le 15 mars 2021, et s'achève courant mai 2021, il a lieu principalement à Biarritz.